# Lecionário 1967
O Lecionário 1967 (designado pela sigla ℓ 1967 na classificação de Gregory-Aland) é um antigo manuscrito do Novo Testamento, paleograficamente datado do Século XI d.C.[a]
Este codex contém lições dos evangelhos de Mateus, Marcos, Lucas e João (conhecido como Evangelistarium). As folhas 1-230 foram escritas em pergaminho e as restantes (231-241) foram escritas em papel.[a]. Foi escrito em grego, e actualmente se encontra na Colecção Kenneth Willis Clark da Universidade Duke.